# 三氯氧化钽
三氯氧化钽是一种无机化合物，化学式为TaOCl3。它是钽的氯氧化物之一，其它已知的氯氧化钽还有TaO2Cl和Ta3O7Cl。

## 制备
三氯氧化钽可由五氯化钽和五氧化二钽在高温下反应得到。
Ta2O5 + 3 TaCl5 ⇌ 5 TaOCl3
五氯化钽在氧气中加热（< 1000 °C），可以得到三氯氧化钽。其它制法还有五氯化钽和一氧化二氯在四氯化碳中的反应、五氯化钽和三氧化二锑在氯气流中的反应：
TaCl5 + Cl2O → TaOCl3 + 2 Cl2
3 TaCl5 + Sb2O3 → 3 TaOCl3 + 2 SbCl3

## 性质
三氯氧化钽在327 °C分解，生成TaCl5和TaO2Cl，后者氯氧化物在526 °C进一步分解，产生TaCl5和Ta2O5。它和三丁基硼在80 °C开始反应，生成浅灰色的TaOB。它可以在焦硫酸中转化为硫酸氢盐：
TaOCl3 + 3 H2S2O7 → TaO(HSO4)3 + 3 HSO3Cl
TaOCl3 + 5 H2S2O7 → H[TaO(HSO4)4] + 3 HSO3Cl + H2S3O10
H[TaO(HSO4)4]与三氯氧化钽和氯磺酸反应生成的H[Ta(SO3Cl)4]一样，是非电解质。
三氯氧化钽、五氯化钽、碲和四氯化碲在离子液体[BMIM]Cl中于190 °C反应，生成黑色的[Te8]2[Ta4O4Cl16]。
三氯氧化钽可以和吡啶（py）形成加合物TaOCl3·1.5py。

## 拓展阅读
- González-Blanco, Òscar; Branchadell, Vicenç; Monteyne, Kereen; Ziegler, Tom. . Inorganic Chemistry. 1998, 37 (8): 1744–1748. ISSN 0020-1669. doi:10.1021/ic970613l.
- Chiera, Nadine M.; Sato, Tetsuya K.; Tomitsuka, Tomohiro; Asai, Masato; Suzuki, Hayato; Tokoi, Katsuyuki; Toyoshima, Atsushi; Tsukada, Kazuaki; Nagame, Yuichiro. . Inorganica Chimica Acta. 2019, 486: 361–366. ISSN 0020-1693. doi:10.1016/j.ica.2018.10.032.